# Lexovisaurus
Lexovisaurus is een geslacht van uitgestorven plantenetende ornithischische dinosauriërs, behorend tot de groep van de Stegosauria, dat tijdens het Midden-Jura leefde in het gebied van het huidige Engeland. De enige benoemde soort is Lexovisaurus durobrivensis.

## Vondst en naamgeving
In het begin van de jaren tachtig van de negentiende eeuw verwierf verzamelaar Alfred Nicholson Leeds een skelet van een dinosauriër dat gevonden was in een kleine leemput bij Tanholt waar plaatselijke boeren materiaal vandaan haalden om bakstenen van te bakken. In september 1885 liet hij de resten zien aan de paleontoloog Henry Woodward die er een schets van maakte in zijn notitieboekje, de oudste documentatie die nog over de vondst bestaat. Ten onrechte werd later gedacht dat de botten afkomstig waren uit de industriële leemgroeven bij Fletton waaruit Leeds de meeste stukken van zijn verzameling haalde. In 1887 werd het fossiel beschreven door John Whitaker Hulke en benoemd als een nieuwe soort van de stegosauriër Omosaurus: Omosaurus durobrivensis. De soortaanduiding verwijst naar de oude Romeinse garnizoensstad Durobrivae. Op 30 mei 1892 werden de resten aangekocht door het British Museum of Natural History.
Het holotype BMNH R1989 is gevonden in een laag van de Peterboroughafzetting van de Oxford Clay Formation, de Kosmoceras jason-biozone die dateert uit het Midden-Callovien en ongeveer 165 miljoen jaar oud is. Hulke dacht nog ten onrechte dat het afkomstig was uit de jongere Kimmeridge Clay Formation. Het holotype bestaat uit een heiligbeen van vijf wervels, vergroeid met twee darmbeenderen. Enkele andere specimina werden aan de soort toegewezen: BMNH R1990, een partij bestaande uit een staartwervel en twee achterste ruggenwervels; BMNH R1991, een linkerdijbeen; BMNH 1992, een derde rechtermiddenvoetsbeen; en BMNH R1992a, een kootje. Daarnaast zijn er talrijke botfragmenten in het materiaal aanwezig. Door Hulke werden ook plaatvormige beenderen met de vondst in verband gebracht die hij aanzag voor delen van het rugpantser; op 22 augustus 1888 bezocht de Amerikaanse paleontoloog Othniel Charles Marsh echter de verzameling van Leeds te Eyebury en herkende de vermeende rugplaten als delen van een reusachtige vis die nog in 1889 door Arthur Smith Woodward benoemd zou worden als Leedsichthys. De platen zijn in feite delen van diens schedeldak.

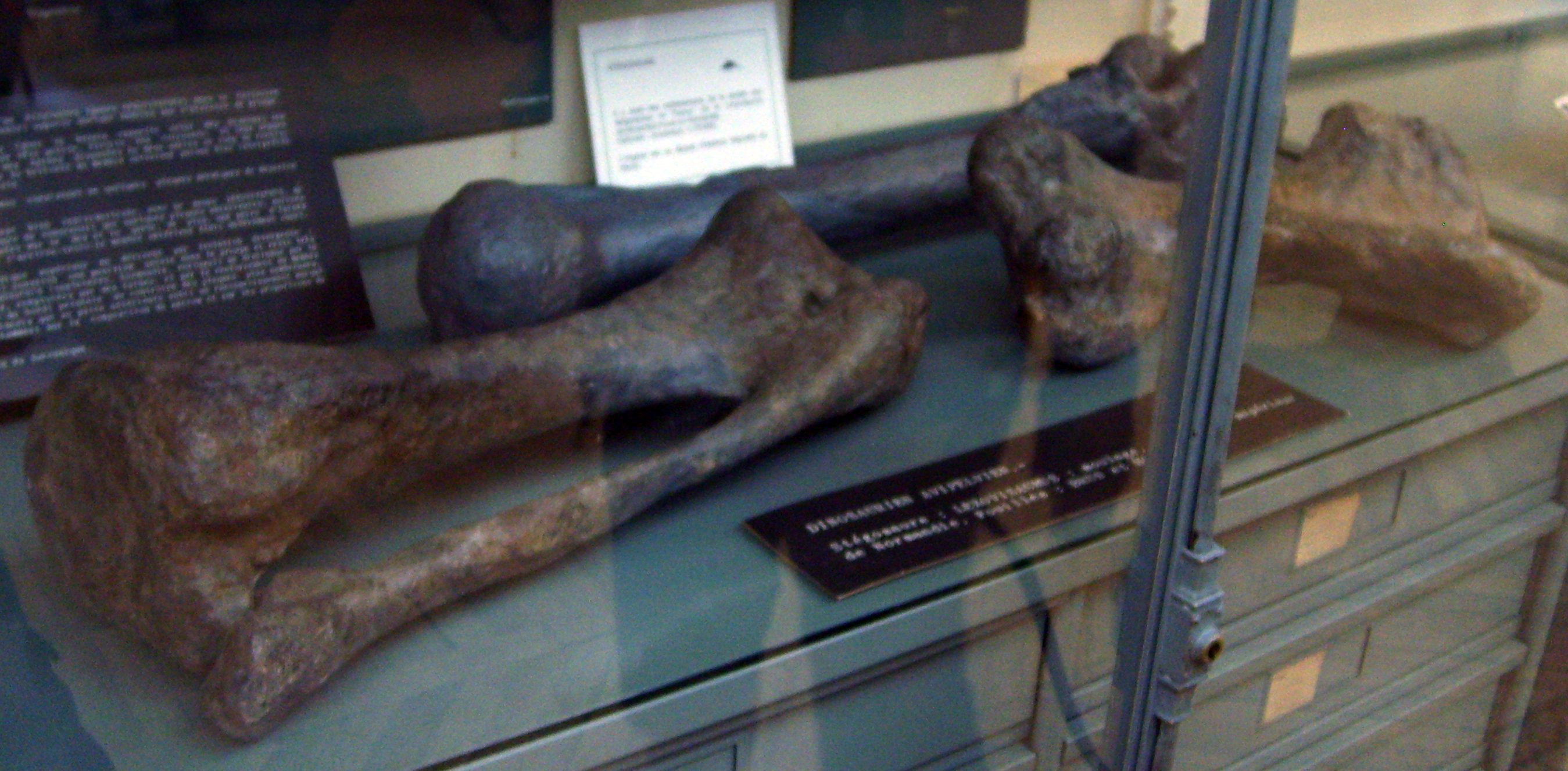
Ledematen van het in 1955 bij Argences gevonden skelet

In 1957 benoemde de Franse paleontoloog Robert Hoffstetter een apart geslacht: Lexovisaurus. De geslachtsnaam verwijst naar de Lexovii, een Gallische stam die eens woonde in het gebied van het huidige Normandië. De typesoort van het geslacht is Omosaurus durobrivensis, de combinatio nova is aldus Lexovisaurus durobrivensis. Hoffstetter wees verschillende fossielen uit Normandië aan de soort toe waaronder SMC J.46885, een eerste linkermiddenhandsbeen; SMC J. 46888, het ondereinde van een linkerkuitbeen; SMC J.46880, de schacht van een rechterdijbeen; SMC J.46875, de onderkant van een rechterschaambeen en een nieuw skelet in 1955 door Roger Brun ontdekt bij Argences, MHBR 001.

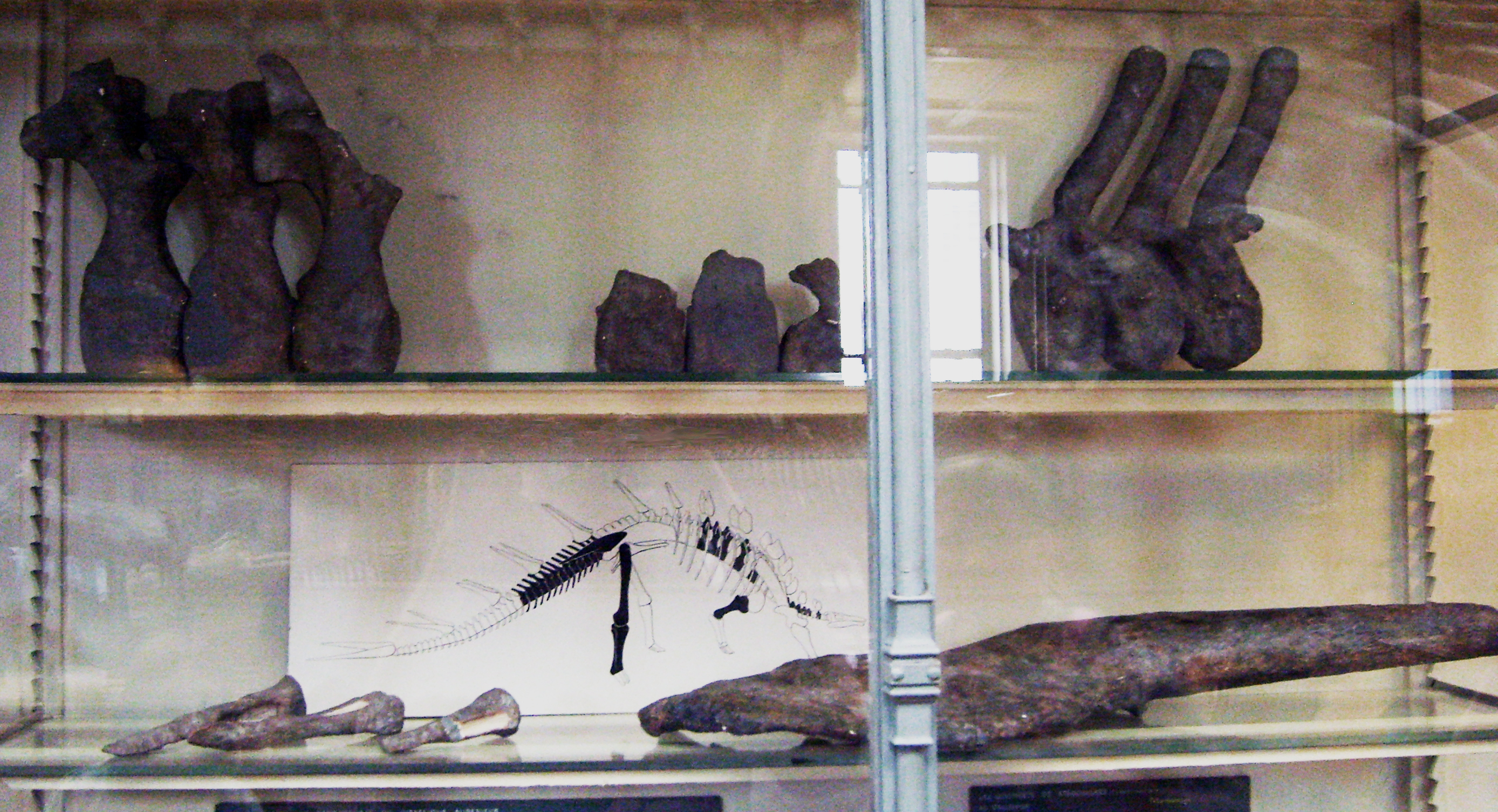
Wervels en staartstekel van het skelet uit Argences

In 1964 hernoemde Oskar Kuhn Omosaurus leedsi Seeley vide Huene 1901 in een Lexovisaurus leedsi. Die soort was gebaseerd op een vermeende rugplaat met een spitse voorpunt. In 1983 hernoemde Peter Malcolm Galton Omosaurus vetustus Huene 1910 in een Lexovisaurus vetustus.
In 1957 werd door Hoffstetter aan Omosaurus durobrivensis een veel completer exemplaar toegewezen, het in 1901 uit Leeds' leemput bij Fletton opgegraven specimen BMNH R3167. Het meeste wat er in de literatuur over Lexovisaurus geschreven is, gaat in feit over dit exemplaar. In 2008 echter stelde Susannah Maidment dat ondanks de herkomst uit nabij gelegen lagen van dezelfde ouderdom een direct verband met het holotype niet te leggen viel. Ze splitste daarom BMNH R3167 af als het aparte geslacht Loricatosaurus. Het holotype van Lexovisaurus zou geen onderscheidende kenmerken hebben en het taxon dus een nomen dubium zijn. De combinaties Lexovisaurus leedsi en Lexovisaurus vetustus vervallen dan en zouden hoe dan ook eveneens aan nomina dubia toebehoren. Deze positie wordt niet door alle paleontologen aanvaard; Darren Naish en David Martill zagen Lexovisaurus als een valide taxon.

## Beschrijving

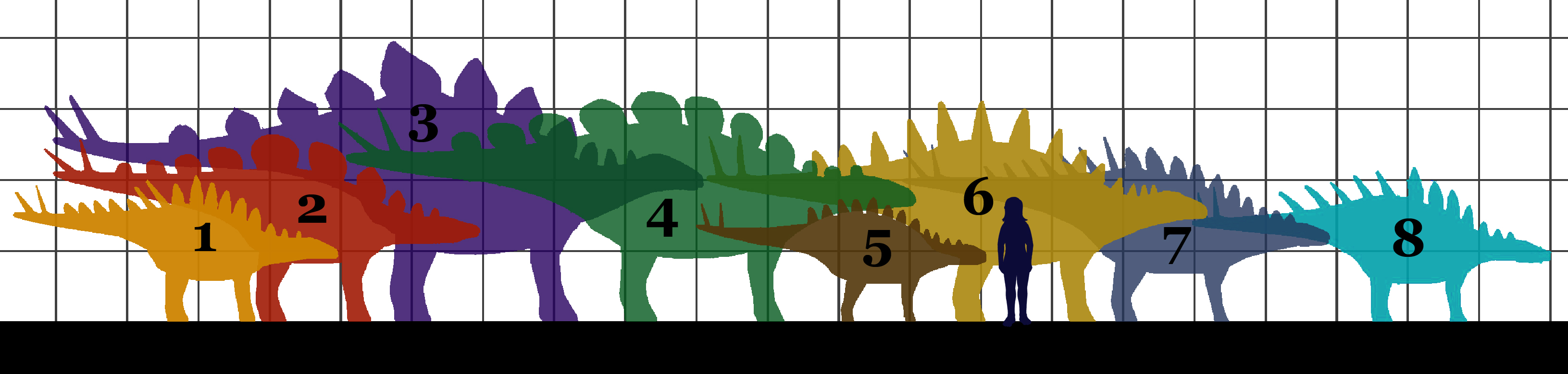
Lexovisaurus, hier nummer 7, is een vrij kleine stegosauriër

Het holotype is van een dier met een geschatte lichaamslengte van zo'n vijf meter dat ruwweg een ton zal hebben gewogen.
Als het materiaal van Lexovisaurus wordt beperkt tot alleen het holotype, zijn er behalve de afmetingen weinig gegevens over bekend, ook omdat de botten nogal platgedrukt zijn. Het bekken heeft een breedte van 114 centimeter. Van het darmbeen buigt het voorblad in een geleidelijke kromme vrij ver uiteen. Het achterblad heeft een breed afgerond beenplateau. Het dijbeen heeft een lengte van negenennegentig centimeter. Het middenvoetsbeen is twee duim lang; het korte kootje een duim breed.

## Fylogenie
Hoffstetter plaatste Lexovisaurus in de Stegosauridae en daarbinnen weer in de Stegosaurinae. Dit bleven tot 2008 gangbare classificaties.